# Jonathan Gilbert
Jonathan J. Gilbert (ur. 10 lipca 1968 w Los Angeles) – amerykański aktor dziecięcy. 
Odtwórca roli Williego Olesona w serialu NBC Domek na prerii (1974–1983).

## Życiorys
Urodził się w Los Angeles w Kalifornii i wkrótce został adoptowanym synem pary aktorskiej – Barbary Cowen (z domu Barbara Crane) i Paula Gilberta. Wychowywał się z siostrami – Melissą Ellen i Sarą Rebeccą.
W roku 1974, gdy miał niespełna sześć lat, otrzymał rolę w Domku na prerii. Odtwarzał ją przez kolejnych dziesięć lat, stając się jednym z pięciu aktorów, którzy występowali w nim od początku do samego końca.
Zawodowym aktorem jednak nie został. Ukończył studia w Hamilton College oraz studia MBA w zakresie finansów na Baruch College. Zamieszkał w Nowym Jorku, gdzie podjął pracę w charakterze maklera giełdowego.

## Filmografia
- 1974-1983: Domek na prerii (serial) jako Willie Oleson
- 1979: Cudotwórczyni (The Miracle Worker, film TV) jako głos Jimmy’ego Sullivana (młodszego brata Anne, który zmarł w dzieciństwie, gdy oboje mieszkali w przytułku Tewksberry Hospital)
- 1979: Little House Years (film TV) jako Willie Oleson
- 1983: Domek na prerii: Spojrzenie w przeszłość (film TV) jako Willie Oleson
- 1984: Domek na prerii: Błogosław wszystkim dzieciom (film TV) jako Willie Oleson
- 1984: Domek na prerii: Ostatnie pożegnanie (film TV) jako Willie Oleson